# ریمند چیائو
 ریمند چیائو (انگلیسی: Raymond Chiao؛ زاده ۹ اکتبر ۱۹۴۰) یک فیزیک‌دان اهل ایالات متحده آمریکا است.